# Tiaan Tauakipulu
Tiaan Tauakipulu (Auckland, Nueva Zelanda, 5 de marzo de 2001) es un jugador profesional neozelandés de rugby que se desempeña en la posición de pilar derecho en Western Force, equipo perteneciente a la liga Súper Rugby.

## Carrera
En 2018, Tauakipulu se unió al equipo Saint Kentigern College (2018-2019), después pasó a New South Wales Waratahs (2019-2023), luego a Western Force, donde lleva jugando una temporada.